# Anmado
Anmado är en ö i Sydkorea.   Den ligger i provinsen Södra Jeolla, i den sydvästra delen av landet, 260 km söder om huvudstaden Seoul. Arean är 6,1 kvadratkilometer.
Terrängen på Anmado är platt. Öns högsta punkt är 157 meter över havet. Den sträcker sig 3,7 kilometer i nord-sydlig riktning, och 4,2 kilometer i öst-västlig riktning.